# René Privat
René Privat (Coux, Roine-Alps, 4 de desembre de 1930 - Le Puy-en-Velay, 19 de juliol de 1995) va ser un ciclista francès que fou professional entre 1952 i 1962. En el seu palmarès destaquen, sobretot, quatre etapes al Tour de França i la Milà-Sanremo de 1960.

## Palmarès
- 1952
  - Vencedor d'una etapa del Circuit de les Sis províncies
- 1953
  - 1r del Circuit Drôme-Ardèche
  - 1r del Gran Premi de Rives
  - Vencedor d'una etapa del Tour de l'Oest
- 1954
  - 1r del Circuit del Mont-Blanc
  - 1r del Gran Premi de Tarentaise a Chambery
  - Vencedor d'una etapa del Critèrium del Dauphiné Libéré
- 1955
  - 1r del Critèrium Nacional
  - 1r a la Gènova-Niça
  - Vencedor d'una etapa del Tour de les Sis províncies del Sud-est
  - Vencedor d'una etapa i del Premi de la Regularitat del Critèrium del Dauphiné Libéré
  - Vencedor d'una etapa de la Lió-Montluçon-Lió
- 1956
  - 1r del Circuit dels Boucles del Sena
  - 1r del Gran Premi del Pneumàtic
  - 1r del Circuit de l'Ain
  - 1r del Gran Premi de Vals-les-Bains
  - 1r del Circuit de la Rade de Brest
  - 1r a la Grand-Combe
  - 1r del Circuit d'Aix
- 1957
  - 1r de la París-Limoges
  - Vencedor d'una etapa del Critèrium del Dauphiné Libéré
  - Vencedor de 3 etapes al Tour de FrançaTour de França
- 1958
  - 1r del Tour de Var i vencedor d'una etapa
- 1959
  - 1r del Tour del Sud-est i vencedor d'una etapa
  - 1r del Gran Premi Stan Ockers
  - Vencedor d'una etapa del Tour de Var
- 1960
  - 1r de la Milà-Sanremo
  - 1r de la Ronda de Seignelay
  - Vencedor d'una etapa del Tour del Sud-est
  - Vencedor d'una etapa al Tour de França

### Resultats al Tour de França
- 1953. Abandona (13a etapa)
- 1954. 52è de la classificació general
- 1957. 31è de la classificació general i vencedor de 3 etapes
- 1958. 60è de la classificació general
- 1959. Abandona (16a etapa)
- 1960. Abandona (13a etapa) i vencedor d'una etapa
- 1961. Abandona (2a etapa)